# Mistrzostwa Świata w Łyżwiarstwie Szybkim w Wieloboju Kobiet 1934
Mistrzostwa Świata w Łyżwiarstwie Szybkim w Wieloboju Kobiet 1934 – były 2. nieoficjalną edycją MŚ w łyżwiarstwie szybkim w wieloboju kobiet, które ponownie odbyły się w norweskim Oslo. Mistrzynią świata została Norweżka – Undis Blikken. Zawody odbyły się w dniach 11–12 lutego 1934.

## Wyniki zawodów
| Poz. | Zawodniczka        | Państwo   | Pkt     | 1000 m        | 500 m       | 1500 m        |
| ---- | ------------------ | --------- | ------- | ------------- | ----------- | ------------- |
|      | Undis Blikken      | Norwegia  | 157,283 | 1.46, 7 (2)   | 50,6 (3)    | 2.40,0 (1) WR |
|      | Verné Lesche       | Finlandia | 158.017 | 1.45,7 (1) WR | 50,5 (2)    | 2.44.0 (2)    |
|      | Synnøve Lie        | Norwegia  | 162,767 | 1.52,0 (4)    | 50,3 (1) WR | 2.49,4 (3)    |
| 4    | Laila Schou Nilsen | Norwegia  | 164,883 | 1.49,7 (3)    | 50,6 (3)    | 2.58,3* (8)   |
| 5    | Aslaug Ås          | Norwegia  | 169,150 | 1.54,3 (5)    | 54,1 (7)    | 2.53,7 (5)    |
| 6    | Jane Bjerke        | Norwegia  | 169,600 | 1.55,0 (6)    | 53,1 (5)    | 2.57,0 (7)    |
| 7    | Ella Berntsen      | Norwegia  | 172,117 | 1.59,1 (7)    | 54,8 (9)    | 2.53,3 (4)    |
| 8    | Bera Løvstad       | Norwegia  | 173,233 | 2.01,8 (8)    | 53,7 (6)    | 2.55,9 (5)    |
| NS   | Berghild Aasesn    | Norwegia  | 118.550 | 2.07,7 (10)   | 54,7 (8)    | –             |
| NS   | Kate Andersen      | Norwegia  | 119,850 | 2.05,3 (9)    | 57,2 (10)   | –             |

Legenda:

NS – nie została sklasyfikowana

## Medale za poszczególne dystanse
| Dystans |               |               |                                  |
| ------- | ------------- | ------------- | -------------------------------- |
| 1000 m  | Verné Lesche  | Undis Blikken | Laila Schou Nilsen               |
| 500 m   | Synnøve Lie   | Verné Lesche  | Laila Schou Nilsen Undis Blikken |
| 1500 m  | Undis Blikken | Verné Lesche  | Synnøve Lie                      |